# 飯田市立図書館
飯田市立図書館（いいだしりつとしょかん）は、長野県飯田市が設置する公立図書館。飯田市立中央図書館を中央館とし、2つの地域館と16の分館から構成されている。
飯田市立図書館を構成する各館は明治時代以来の長い歴史を持つ図書館が多く、特に中央図書館は貴重な郷土資料を多数保有している。またWikipedia Town in 飯田をはじめ多彩な市民参加型の集会文化事業を行い、ビジネス支援にも力を入れている。

## 組織
飯田市立図書館は、飯田市立中央図書館を頂点とするピラミッド型の組織であり、第2層に地域館として鼎図書館と上郷図書館、第3層に分館が位置付けられる。図書館は飯田市教育委員会の中で課相当の組織として扱われており、中央図書館は情報サービス係とビジネス支援係を設置している。職制は中央図書館長、中央図書館長補佐、係長、鼎図書館長、上郷図書館長、正規職員、臨時職員、パートとなっている。中央図書館長の職は歴史上、専任の時と兼任の時があり、2018年（平成30年）現在の分館には分館長、分館主事、係員（パート）がいる。

## 利用案内
コンピュータシステムには日本電気（NEC）のLiCS-ReⅡを採用している。
- 開館時間：10時から18時まで
  - 中央図書館は木曜日のみ20時まで。
  - 飯田駅前図書館は8時30分から22時まで
  - 8:20～22:00
- 休館日：月曜日、第4金曜日、館内整理日、年末年始
  - 祝日は中央図書館のみ開館（ただし月曜日と重なった場合は休館）
- 貸出制限：飯田下伊那に居住・通勤・通学する者。
  - 貸出カードは南信州図書館ネットワーク加盟各館（松川町・高森町・豊丘村・喬木村）のものも利用可能。
- 貸出可能冊数：10冊（3館の合計）
- 貸出可能期間：2週間
  - 予約がなければ、1度だけ延長が可能。
- 返却場所：図書館カウンター、ブックポスト
  - 飯田市内3館のいずれでも返却できる。
- 自動貸出、予約、リクエスト、レファレンスサービス、複写が利用可能。

## 歴史

### 単館時代（1901-1956）

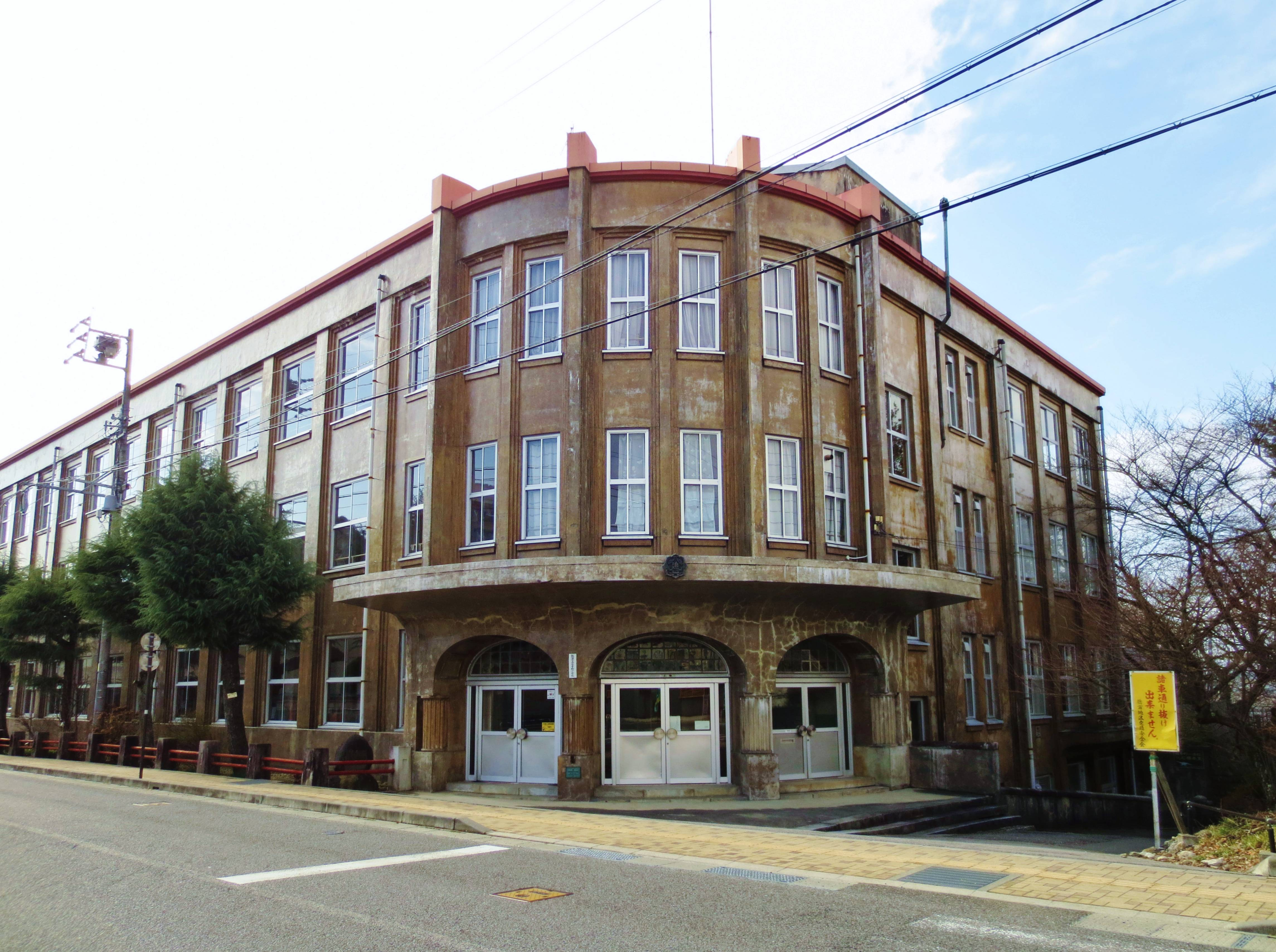
飯田図書館の置かれた飯田尋常高等小学校（1929年築）

1901年（明治34年）、飯田尋常高等小学校（現・飯田市立追手町小学校）内に設立された飯田文庫を起源とする。飯田文庫は信濃飯田藩主・堀氏の蔵書を購入し、文庫の蔵書の基礎とした。この時購入した蔵書は1,330点7,882冊に及び、「堀家所蔵古書」（堀家蔵書）として2019年（平成31年/令和元年）現在も中央図書館が所蔵している。設立者は飯田町同窓会で、私立図書館であった。なお飯田文庫が置かれた飯田町を含む下伊那郡では、1907年（明治40年）までに10館（飯田文庫除く）の図書館が開館しており、そのうち千代文庫・麻績文庫は後に飯田市立中央図書館の分館となって現存する。また飯田文庫と同じ年に飯田中学校校友会が長野県飯田中学校（現・長野県飯田高等学校）内に672冊を持つ校友図書館を開館した。
1915年（大正4年）11月10日に飯田町へ移管され、町立飯田図書館となった。資料によってはこの時点を設立年としている。飯田町商工会が寄贈した約2,000冊の図書を基礎とし、大正天皇の即位礼御大典記念に設置された。飯田尋常高等小学校長が図書館の管理者となり、実務は学校職員が担った。
一方この頃、1921年（大正10年）に下伊那郡青年会は郡立図書館設立運動を展開していた。郡立図書館計画は、下伊那郡青年会・下伊那郡教育会・在郷軍人会の三者共同企画であり、飯田町に木造平屋建320坪（≒1,058 m2）の図書館を新築し、設立資金14万円と見積もり、当時としては画期的な開架式を採用した設計図を東京市立日比谷図書館（現・日比谷図書文化館）館長の今沢慈海に描いてもらっていた。郡内では大規模な募金活動が展開されたものの、養蚕不況で十分に募金が集まらず、郡青年会も社会運動に傾注するようになっていき、計画は立ち消えとなった。
1931年（昭和6年）7月1日、長年併設されていた飯田尋常高等小学校を離れて、旧飯田連隊区司令部の建物（現館地）に移転した。飯田町青年会は図書購入委員に青年会員を選出するよう再三要望してきたものの、飯田町当局は青年会の活動が赤化行動であるとして退けてきたことを町民に訴える声明文を移転に合わせて発表している。青年会が図書購入委員への委嘱を希望したのは、青年が図書館利用者の中心であったことと、自己資金では図書館運営や図書購入が難しかったことがあり、下伊那郡各地の青年会は飯田図書館の状況を見て図書館を公立化しても青年会が図書館の運営と図書購入に関われるようにする必要性を学んだという。
1937年（昭和12年）、飯田町は上飯田町と新設合併して飯田市となり、市立飯田図書館に改称する。1938年（昭和13年）、図書館の東側に2階建ての書庫を新築し、「堀家所蔵古書」などの古書・貴重書を収納し、図書館本館には明治時代以降の活字図書を置くこととした。同年、図書館の運営成績が良好であるとして長野県知事から表彰を受ける。
第二次世界大戦後、市立飯田図書館には公民館が併設され、1948年（昭和23年）6月に増築された。飯田市公民館は1952年（昭和27年）に独立館が落成した。1955年（昭和30年）10月には第5回長野県図書館大会が飯田市で開かれ、亀井勝一郎の講演会や研究会が持たれた。同年12月に下伊那図書館協会（現・飯田下伊那図書館協会）結成大会が飯田図書館で開かれ、同会は飯田図書館を事務局とし、初代会長に飯田図書館長の池元威男が就任した。

### 本館・分館体制（1956-1993）
1956年（昭和31年）9月30日には飯田市が座光寺村・松尾村・竜丘村・三穂村・伊賀良村・山本村・下久堅村と合併して、新・飯田市となったことに伴い、市立飯田図書館を本館、旧7村が設置していた公民館図書室を飯田図書館の分館とする複数館体制に移行した。公民館図書室から飯田図書館分室へと移行した旧7村では、職員の異動も発生し、図書室を拠点に活動していた女性の学習活動を動揺させた。その後、飯田市域の拡張に応じて分館を増やしていき、旧飯田町・上飯田町内でも分館・分室を整備していった。また児童奉仕の重視が運営方針に掲げられ、1972年（昭和47年）7月に「飯伊子どもの本研究会」が飯田図書館と飯田下伊那の学校教師によって設立された。研究会員の一部は身近に本を借りられる環境を整えることが大事であると考え、独自の文庫を立ち上げ、最盛期の1979年（昭和54年）には飯田市内に20もの文庫が存在した。

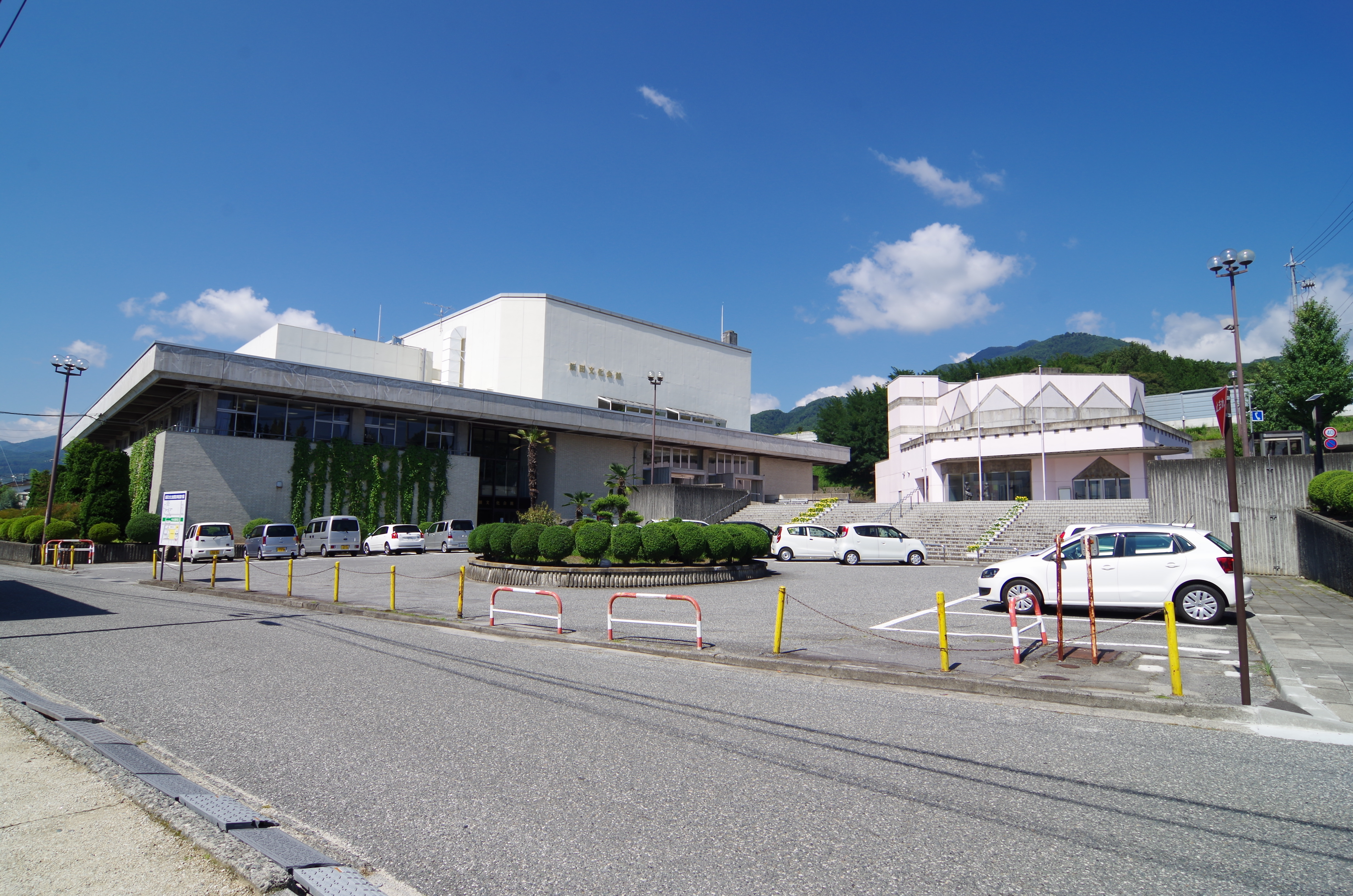
仮館が置かれた飯田文化会館

1974年（昭和49年）2月27日に新館が竣工し、児童室・婦人文庫室・会議室を設けた。1978年（昭和53年）には「モデル分館事業」として一部の分館で児童向けに土曜日に特別貸出を開始した。本館は老朽化したため、1979年（昭和54年）10月28日に一旦閉館、1980年（昭和55年）3月18日に取り壊して改築工事に取り掛かり、1981年（昭和56年）5月15日に完成した。改築工事中、1980年（昭和55年）1月8日に飯田文化会館で仮開館を実施し、飯田市公民館図書室で土曜貸出を行っていた。1981年（昭和56年）7月3日、竣工式を挙行し、7月5日に新館が開館した。飯田図書館の歴史上、初めて図書館のために建設された建物であった。職員は7人となりほとんどが司書資格を有し、専任の館長も着任した。新事業として1983年（昭和58年）に保健課と連携し、7か月乳児相談の際に絵本の読み聞かせを開始し、1991年（平成3年）6月15日にヤングアダルトコーナーを設置した。乳児への読み聞かせは、全乳児の3分の2ほどが受けていた。
1984年（昭和59年）12月1日、鼎町と合併したことにより、町立鼎図書館を飯田図書館鼎分館とした。

### 3階層体制へ（1993-）
1993年（平成5年）7月1日、上郷町との合併に合わせて、市立飯田図書館を飯田市立中央図書館に改称、鼎分館を飯田市立鼎図書館に昇格させ、旧・町立上郷図書館を飯田市立上郷図書館に改称した。鼎分館以外の分館は変更なく、飯田市立中央図書館の分館とされた。1996年（平成8年）4月1日には分館の管理体制を改め、分館委員制度に替えて分館奉仕係制を導入した。1997年（平成9年）2月25日、NECのLiCS-Nを採用してコンピュータによる貸し出しを中央図書館・鼎図書館・上郷図書館で開始した。
2005年（平成17年）10月1日、上村・南信濃村と合併したことにより上村分館と南信濃分館を開設し、現行の16分館体制が整った。2006年（平成18年）4月29日（みどりの日）より中央図書館の祝日開館を本格実施し、8月25日よりビジネス支援を開始した。2007年（平成19年）1月から試行していた夜間開館の取り組みは、同年9月に木曜日の開館時間を12時から20時にする「繰り下げ開館」を経て、2008年（平成20年）4月より木曜日10時から20時に固定した。
2010年（平成22年）10月18日から11月30日まで耐震工事のため中央図書館を休館し、2011年（平成25年）3月に竣工した。同年7月1日にはコンピュータシステム更新と同時に南信州図書館ネットワークの運用が始まり、松川町図書館・高森町立図書館との間で相互利用が可能となった。2014年（平成26年）10月、16分館の蔵書データをインターネット公開した。2018年（平成30年）10月、中央図書館で根羽村産のスギを使った本箱を作る行事を開催し、これを使って好きな本を詰めて展示する「ひとはこ図書館」も開催した。

## 中央図書館
飯田市立中央図書館（いいだしりつちゅうおうとしょかん）は、長野県飯田市追手町二丁目にある公立図書館。1901年（明治34年）に飯田町同窓会が飯田藩主堀氏の蔵書を基礎とする飯田文庫として創設し、1915年（大正4年）に公立化、1993年（平成5年）より中央図書館を名乗っている。地域館・分館の活動・連携拠点として位置付けられており、郷土資料の収集を重視する。また、読書会、文学連続講座、ジョブカフェなど多彩な行事を月に数回開催している。
飯田城跡にある図書館の建物は1981年（昭和56年）に竣工したもので、鉄筋コンクリート構造3階建、外壁は煉瓦造りで、切妻屋根である。1階と中2階に一般開架と児童開架、2階に郷土資料、3階に書庫を配置する。2022年5月には、JR飯田駅前の「丘の上結いスクエア」3階に飯田駅前分室（飯田駅前図書館）を設置。

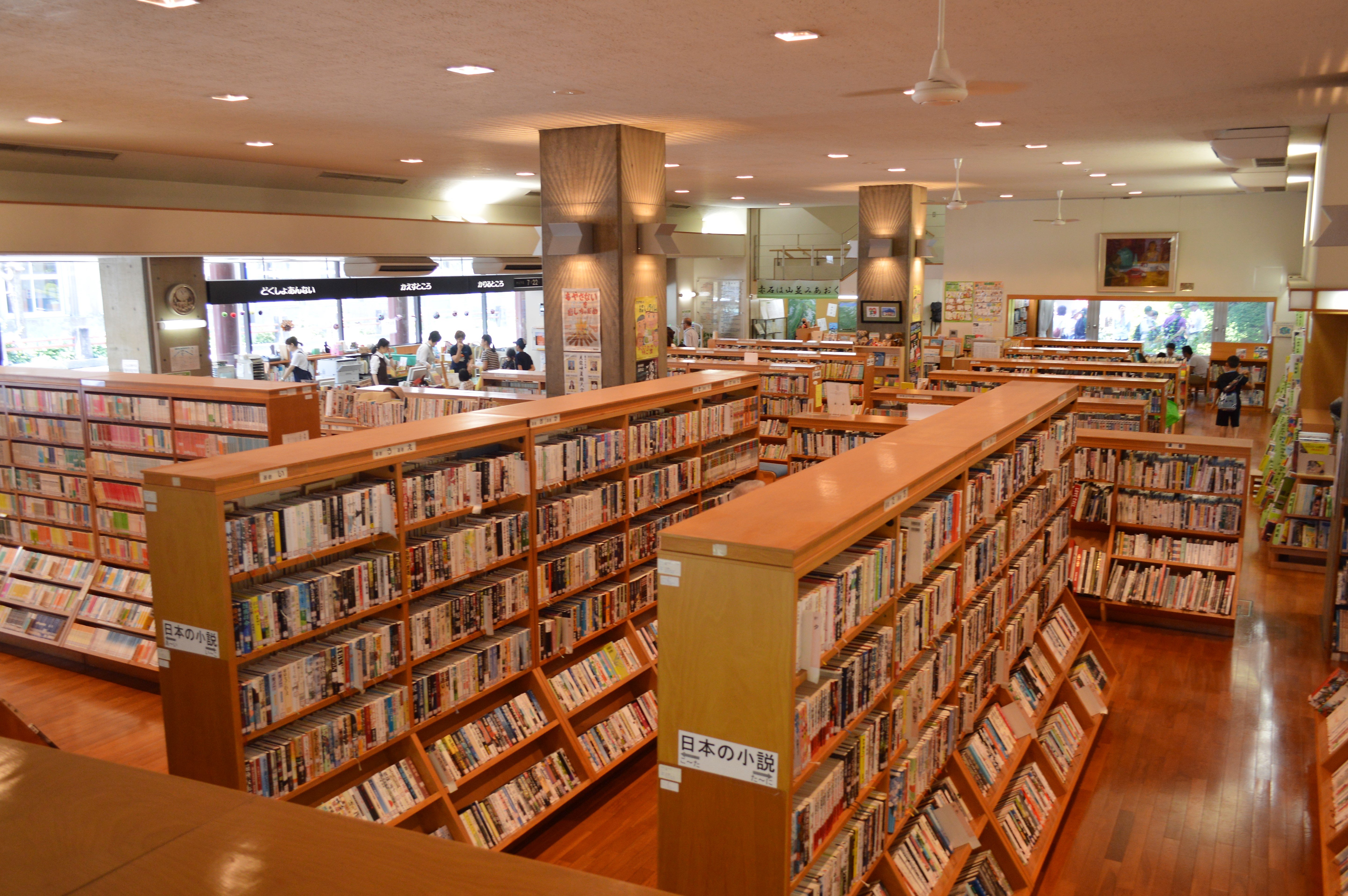
1階（一般開架）
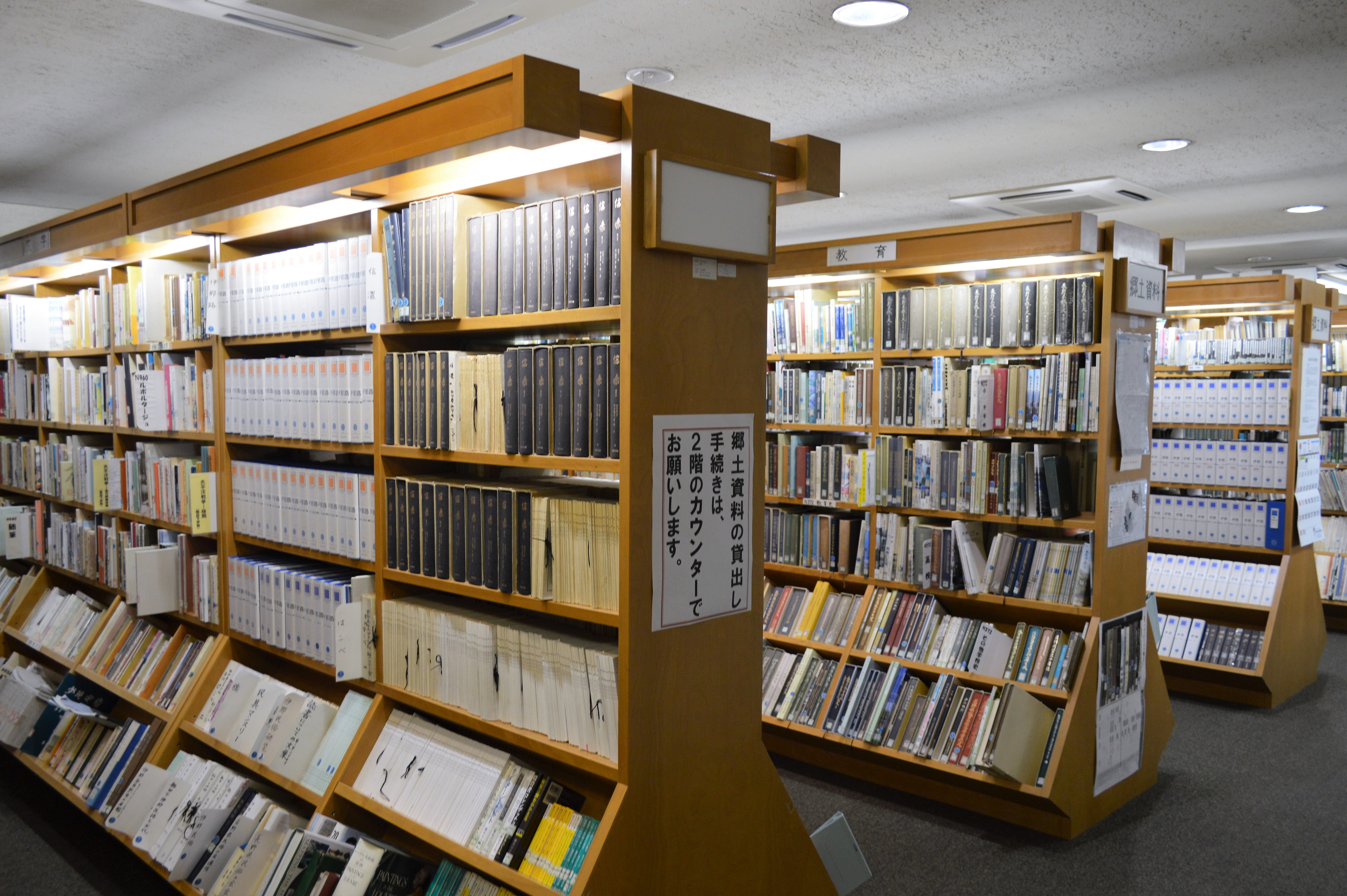
2階（郷土資料）

### 特色
中央図書館では、集会文化事業としてさまざまな行事を開催しており、それらは市民参加・市民協同型の事業として、長野県の図書館界では上田情報ライブラリーと双璧を成すものとされる。宮下明彦は「飯田の地熱のような民度の高さを感じます」と評している。

#### 児童サービス
1959年（昭和34年）時点で児童室を設置するなど、中央図書館の児童サービスの歴史は長い。当時の児童室では岩波少年文庫などを所蔵していたが、日本の児童書刊行数そのものが少なく、絵本は特に少なかったという。読書会活動が盛んであった飯田市では、児童の読書熱も高く、小学校高学年が読むレベルの『ドリトル先生シリーズ』を中学年の児童が借りていくほどで、書架の本はほぼ貸し出され、ぼろぼろになった本だけが残っているという状態であった。
その後、児童書刊行数の増加と子供を持つ図書館員の増加による児童書の効用の認識の高まりにより、児童奉仕に力を入れることが運営方針に加えられた。1972年（昭和47年）7月には「飯伊子どもの本研究会」が設立され、椋鳩十・代田昇の講演を開いたり、実践例を披露しながら意見交換をしたりするなど活発に活動した。この研究会は当初、図書館員と教員による組織であったが、後に子供を持つ母親主体となって、2019年（平成31年/令和元年）現在も活動を続けている。
1981年（昭和56年）の改築に伴って、児童の貸出実績は改築前の2.5倍に跳ね上がったものの、1982年（昭和57年）を頂点に減少傾向が見られ、当時の図書館員は、少子化、ファミリーコンピュータの普及、塾通いの増加、新規入荷に占める複本の比率上昇、小中学校の読書教育の不振を理由に挙げた。児童担当職員はいるものの、基本的には全職員が児童奉仕に従事する体制で、読み聞かせやお楽しみ会なども全職員で担当した。
2018年（平成30年）現在、児童向けサービスとしてお楽しみ会などの各種行事、ブックスタート、幼稚園・保育所・小学校との連携事業（読み聞かせ、図書館の利用体験など）を行っている。地域館や分館でも児童サービスは行われており、取り組み内容によっては地域館の方が中央図書館よりも活発に行われている。

#### ビジネス支援
市長・牧野光朗の肝いりの事業であり、2006年（平成18年）8月25日に開始した。実施に当たっては日本各地22館の先進図書館を参考とし、先進図書館の司書や飯田市役所の産業分野担当職員の指導・助言を得た。中央図書館では「ビジネス支援係」という専門の部署を置いているが、レファレンス専門職員は配置されておらず、全職員が複数の業務をこなす体制を採っている。このため職員のレファレンス対応能力には格差がある。図書館職員だけでは対応できない専門事項に関しては、あらかじめ人材リストを作成しておき、専門機関・専門家の紹介をできるようにしている。
日本十進分類法の5類（技術、工学）は数千冊を用意し、細分類を示して利用者の便に供するほか、法律関係資料の収集にも重点的に取り組み、データベース「G-search」を導入して情報提供・レファレンス活動に活用している。特徴的なコーナーとして、経団連図書館で主任司書を務めた村橋勝子から寄贈された「社史コーナー」を設置する。こうして目に見える形で資料を整えることによって、図書館がビジネス支援に力を入れていることを示すとともに、ジョブカフェや社史活用講座を開くなどして課題解決を支援している。実際にこれらの蔵書を充実させることで、ビジネス目的の20 - 50代男性の利用が伸びたという。

#### 郷土資料とコレクション
詳細は飯田市立図書館「貴重資料の紹介」を参照。
歴史の長い中央図書館は数多くの貴重資料を保有し、2011年（平成23年）時点で約3万冊に上る。これらの貴重書は原則、一般公開するものという位置付けである。特に「堀家所蔵古書」（堀家蔵書）は飯田文庫として開館して以来所蔵する貴重書群であり、中央図書館の蔵書の中心的な存在である。特に太宰春台と福住清風の著書を求めて来館する研究者が多い。堀家所蔵古書のうち、日本文学関係の資料はほとんどが『国書総目録』に収録されており、国文学研究資料館がマイクロフィルムで保管している。以下にそのコレクションの一覧を示す。
| コレクション名     | 所蔵数（点） | 内容                                                                   |
| ------------------ | ------------ | ---------------------------------------------------------------------- |
| 堀家所蔵古書       | 1,330        | 飯田藩主・堀氏の和漢書。儒教、国史、中国史関係が多い。                 |
| 市岡家所蔵古書     | 1,194        | 伊那谷三代官の市岡家が保有した飯田関係文書。                           |
| 村沢文庫           | 1,043        | 飯田市民・村沢氏が寄贈した郷土資料群。                                 |
| 平沢文書           | 8,300        | 下久堅の平沢氏所蔵の近世文書群。マイクロフィルム状態で保存。           |
| 飯田文書           | 243          | 旧飯田町・上飯田町関係の近世・近代文書。                               |
| 森本資料           |              | 松尾の森本氏所蔵の政治活動資料。                                       |
| 日夏文庫           | 9,940        | 日夏耿之介の蔵書。文学関係が多い。                                     |
| 伊藤大八関係資料   |              | 伊藤大八宛の手紙類。中江兆民・原敬らからの直筆書簡がある。             |
| 青年運動史関係資料 |              | 『下伊那青年運動史』編纂の元となった資料群。                           |
| 自由大学関係資料   |              | 「伊那自由大学」の講義ノート、テキスト、新聞記事等。                   |
| 鉄斎資料           |              | 飯田鉄斎愛好会が寄贈した富岡鉄斎の図書、書、画、拓本。                 |
| 宮澤文庫           | 1,283        | 生田村の宮澤氏寄贈の哲学・数学・天文書。                               |
| 正木文庫           | 240          | 郷土史家・正木敬二のスクラップ帳、原稿、図書。                         |
| 河竹文庫           | 71           | 河竹繁俊・登志夫父子の演劇・歌舞伎史の著作。                           |
| 竹村浪の人文庫     | 1,222        | 講釈師・竹村浪の人の蔵書と講談の台本。                                 |
| 小林郊人文庫       |              | 5代目館長・小林郊人の俳句資料、郷土資料。                              |
| 木下農業関係資料   |              | 飯田市民・木下氏寄贈の農業・園芸資料。                                 |
| 横田文子資料       |              | 作家・横田文子が創刊した雑誌と関係雑誌類。                             |
| 古島文庫           | 757          | 農業史学者・古島敏雄の著書。古島の死後、東京大学から寄贈された。       |
| 松澤太郎文庫       | 2,200        | 元市長・松澤太郎の蔵書。河上肇、会津八一、夏目漱石、森鷗外らの全集等。 |
| 松尾亨庵史料       |              | 龍江の松尾氏寄贈の医学・漢学関係図書、原稿、写本等。                   |
| 清内路煙草資料     | 657          | 清内路煙草製造者・原澤氏に関する文書・書簡。                           |
| 永井辰雄氏収集資料 |              | グラフィックデザイナー・永井辰雄の執筆論文と収集した郷土資料。         |
| 武部善人氏寄贈資料 |              | 経済史学者・武部善人執筆の産業経済書・歌集。                           |

このほか、自由民権運動研究に多用される「深山自由新聞」、青年運動・社会運動研究に利用される「政治と青年」といった郷土で発行された新聞・雑誌をも多く所蔵する。2009年（平成21年）・2010年（平成22年）度には光学式文字読取装置（OCR）を用いて地方紙「南信州新聞」と「信州日報」をデジタル化し、記事検索を可能とした。地方紙は利用頻度が高く傷みやすいことからデジタル化が行われ、長野県の緊急雇用創出事業補助金が活用された。

## 地域館
飯田市立図書館は、地域図書館（地域館）として鼎図書館と上郷図書館を設置している。両館は同じ地域館に位置付けられているものの、2018年度の時点において建物や蔵書数、予算配分などの面では上郷図書館の方が規模が大きい。

### 鼎図書館
飯田市立鼎図書館（いいだしりつかなえとしょかん）は、長野県飯田市鼎中平にある公立図書館。1910年（明治43年）に青年会の運営する鼎文庫として開館し、1984年（昭和59年）に市立飯田図書館の分館化した後、1993年（平成5年）に地域館へ昇格した。

#### 鼎図書館の歴史
1910年（明治43年）12月7日、青年会の管理運営する鼎文庫として開庫式を挙行した。私立図書館として長野県から許可が下りたのは1923年（大正12年）7月26日のことである。1950年（昭和25年）7月に公民館図書部となったが、1960年（昭和35年）1月に自治体警察の跡地へ移転して独立館を獲得、1963年（昭和38年）4月1日に司書が1人配置されて昼間開館が始まった。ただし、この時点では図書館法に基づく図書館ではなく、依然として公民館図書部の扱いであった。
1979年（昭和54年）9月20日に同じ場所で新館が竣工し、11月10日に町立鼎図書館が開館した。新館は平屋建てで、敷地面積1,118 m2、床面積219 m2で一般開架室・児童開架室・読書相談室などを備えていた。開館当初の蔵書数は13,740冊で、初年度の貸出冊数は約7千冊、利用登録者数は708人であった。
1984年（昭和59年）12月1日、鼎町が飯田市と合併したことにより市立飯田図書館の鼎分館となるが、翌1985年（昭和60年）4月1日に職員を2人に増員し、土日にパートを雇用することで、他の分館の水準を超え飯田図書館並みのサービスを提供することになった。1993年（平成5年）7月1日、上郷町が飯田市と合併したことにより、鼎分館は上郷図書館と同格の地域館である飯田市立鼎図書館に変更された。
1997年（平成9年）2月25日、中央図書館・上郷図書館と同時にコンピュータによる貸し出しを開始し、1999年（平成11年）12月21日に共生のまち推進事業によりバリアフリー化が行われた。

#### 鼎図書館の特色
地域密着型の運営、児童書の充実を推進している。お楽しみ会などの各種行事を開催するほか、土曜日に除籍本を定期配布している。図書館で本を借りた人に応募券を配布し、図書館が購入した雑誌に付いている付録をプレゼントするという鼎図書館独自の企画を毎年行っており、普段は中央図書館を利用する人もこの企画の時期だけは鼎図書館に来る。
鼎声のボランティアグループが鼎図書館を拠点にしており、読書が困難な人向けに「飯田市議会だより」や「広報かなえ」などを音訳する活動を行っている。

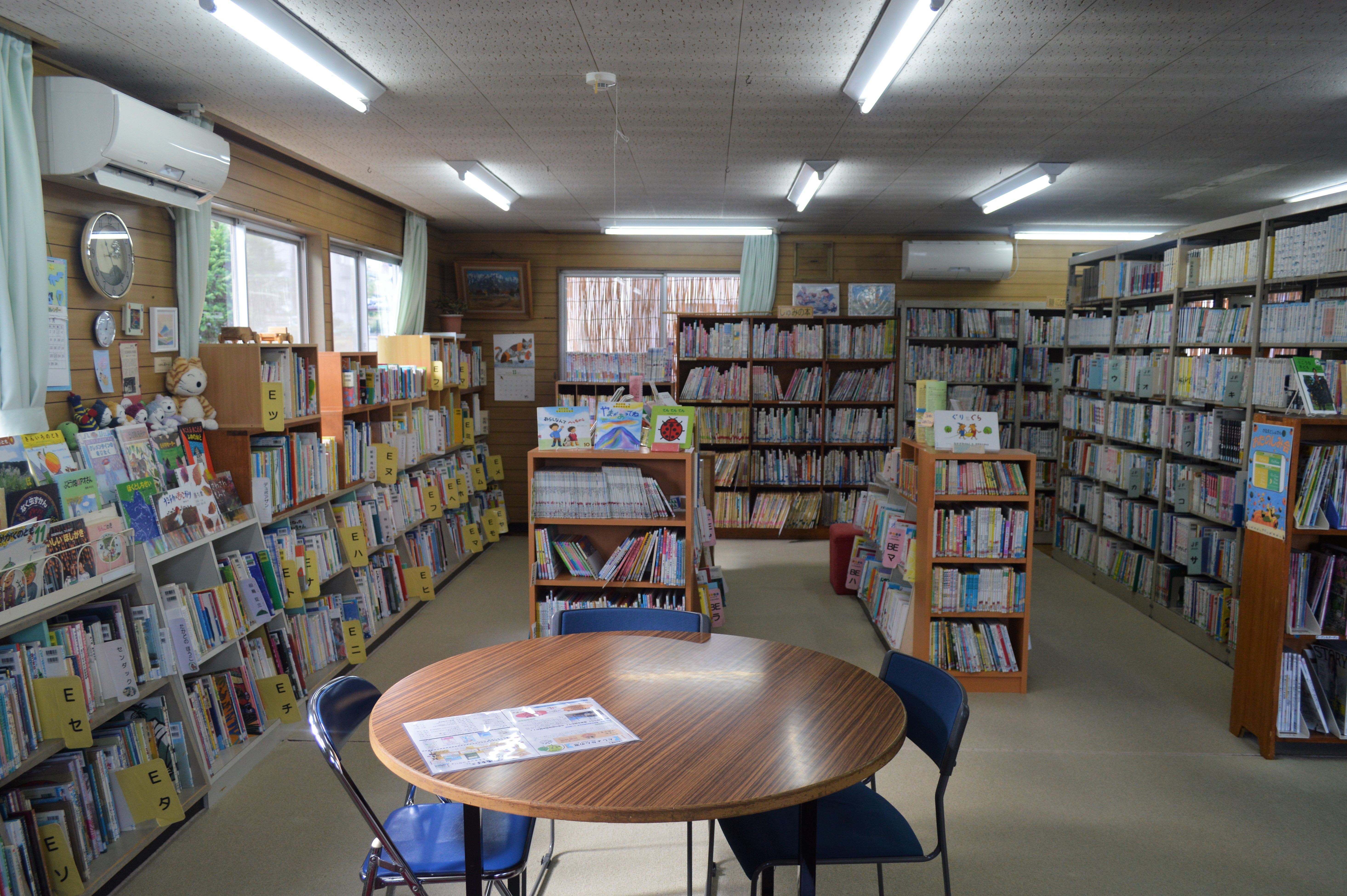
児童開架
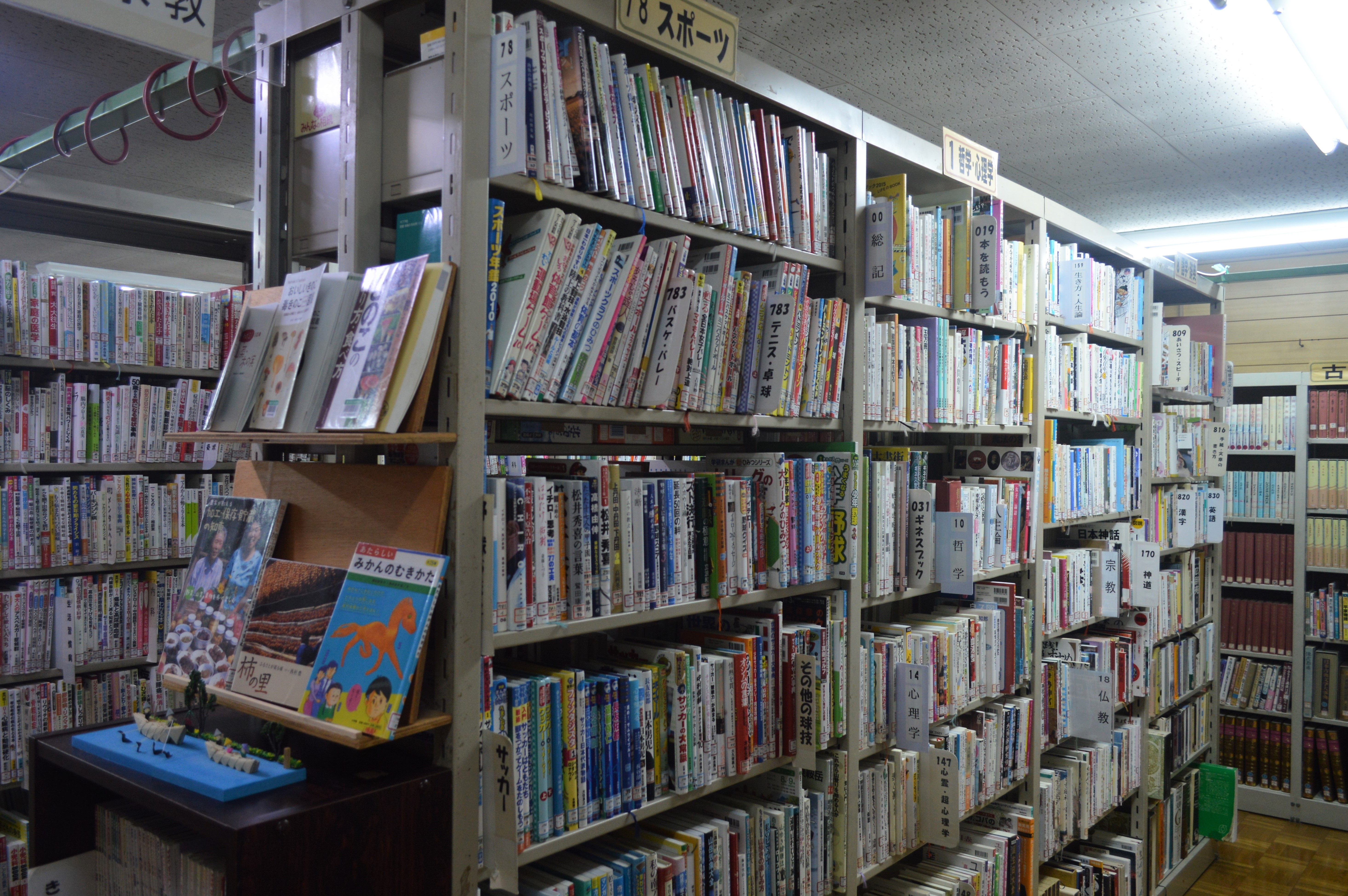
一般開架
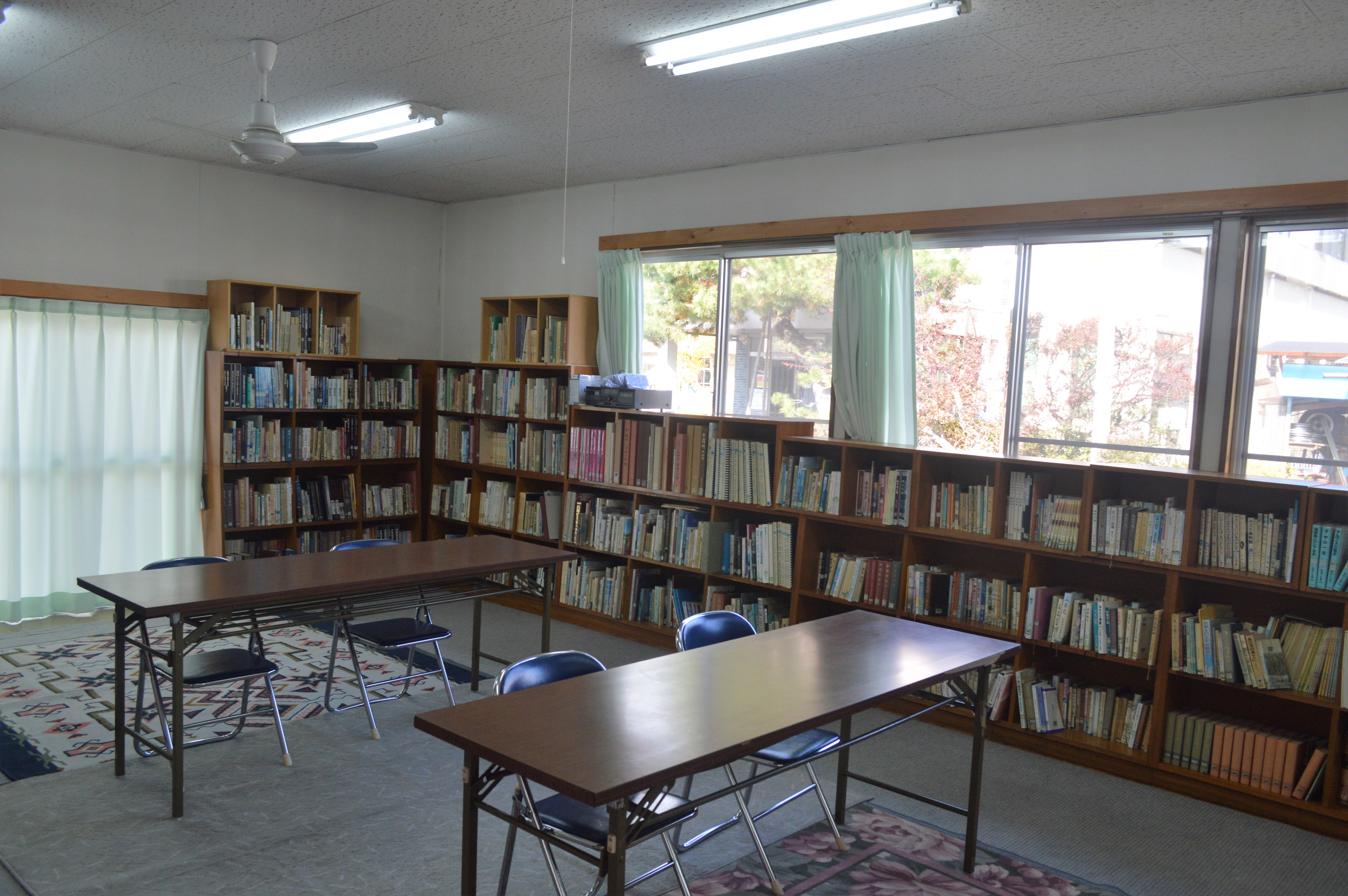
郷土資料

### 上郷図書館

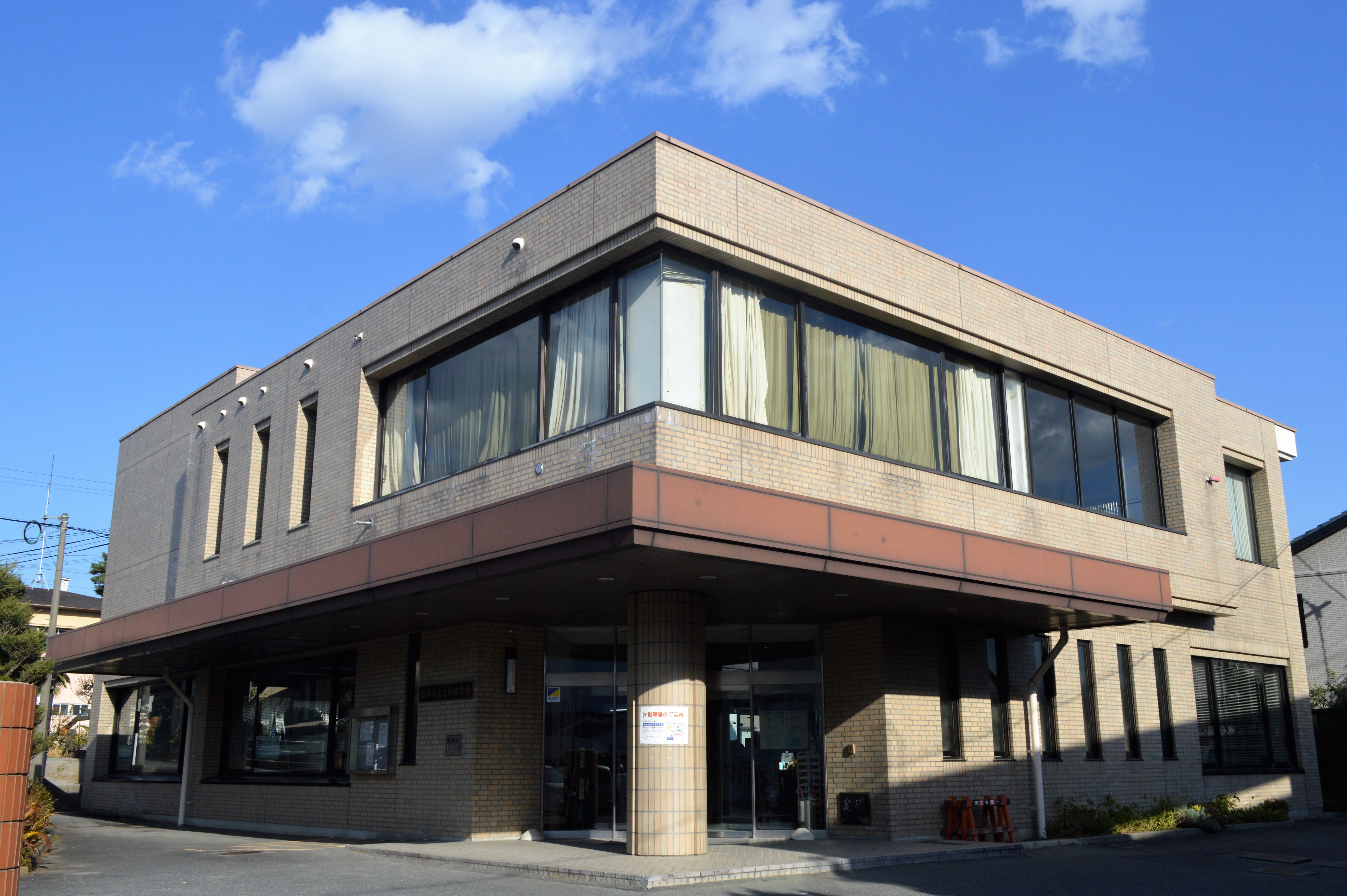
上郷図書館

飯田市立上郷図書館（いいだしりつかみさととしょかん）は、長野県飯田市上郷黒田にある公立図書館。1923年（大正12年）に上郷青年会の運営する私立図書館として創立し、第二次世界大戦後に下伊那郡の青年会運営図書館が次々と公民館図書部に吸収されていく中でも、青年会の運営のまま維持された。その後、児童書を重視した運営方針を取り、飯田市への合併後は飯田市立図書館の地域館として位置付けられた。

## 分館

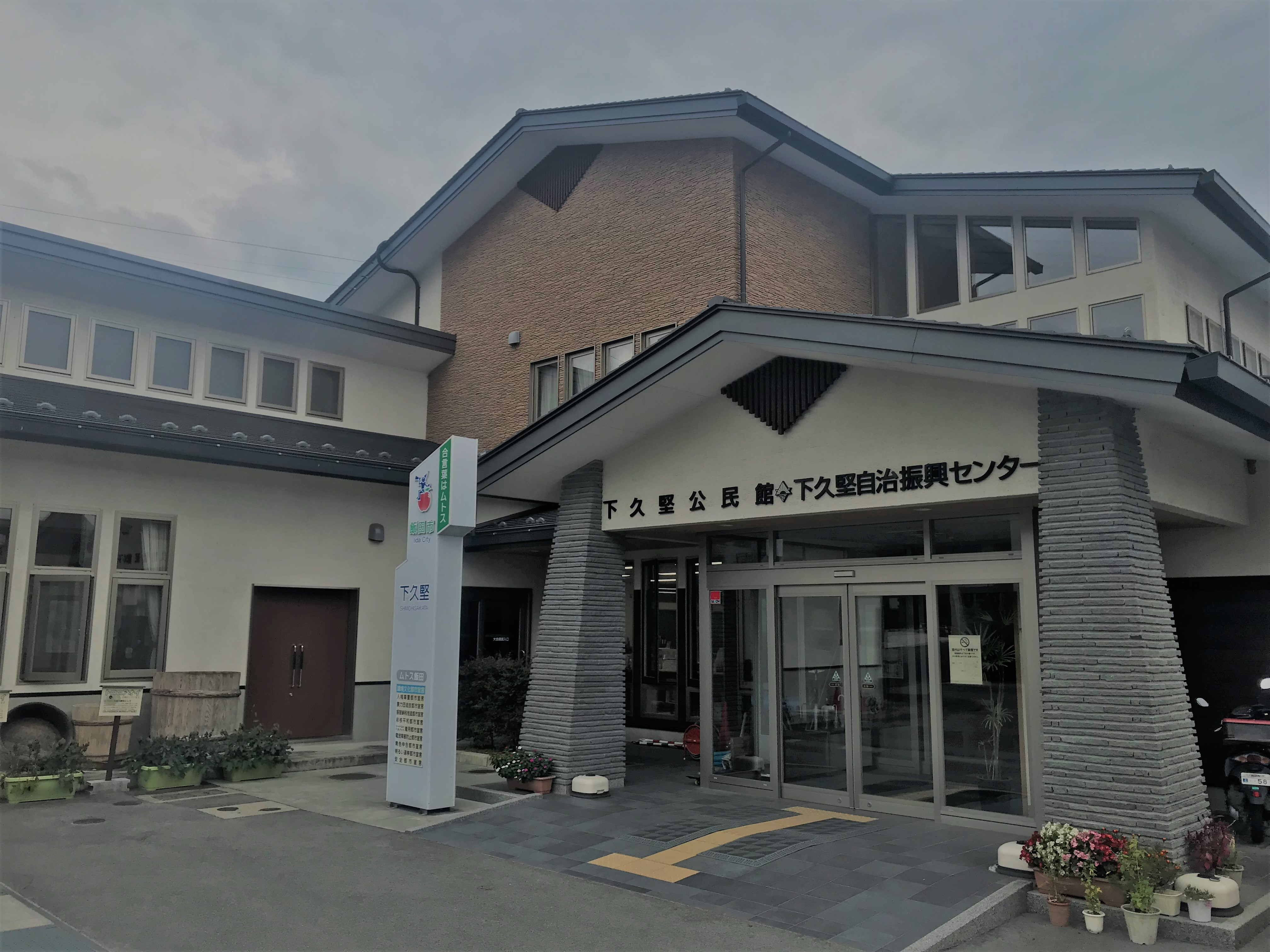
下久堅分館のある下久堅公民館

飯田市立図書館は16分館1分室を有し、飯田市街の中央図書館まで自動車で1時間離れた分館もある。すべての分館が中央図書館の分館で、各館の正式名称は「飯田市立中央図書館 ○○分館」である。過去には分館の下に分室がいくつか存在したが、現存するのは千代分館の千栄分室のみである。各館には公民館長の推薦で任命された分館長と公民館主事が兼務する分館主事がおり、計79人の分館職員（全員パートタイマー）が運営している。このほか中央図書館の分館担当者が分館の巡回を行い、分館研修会などを通して中央図書館との連携・意識の共有を図っている。
中央図書館の分館でありながら、実態は公民館図書室に近く、中央図書館・地域館に比べて開館日数は少ない。コンピュータによる貸し出しを採用していないため、飯田市立図書館の利用カードを使うことはできず、分館ごとに利用登録を行った上で、ブラウン方式（カード式）による貸し出しを行っている。（コンピュータ化自体は検討されている。）蔵書情報は2012年（平成24年）10月にインターネット公開が完了しており、分館からの予約が可能となった。貸出は1人4冊（中央館・地域館・他の分館での貸出冊数を含まない）2週間までであり、飯田市民は居住地区外の分館でも利用登録ができる。
分館では「利用者のどんな要求にも応える」という意識で運営を心掛け、分館だけでは対応できないリクエストなどは中央図書館に連絡して解決を図っている。また分館独自の取り組みとして、お楽しみ会や工作・手芸・絵手紙教室などを地域の公民館や小学校、各種団体と連携しながら開催する。

### 一覧
| 分館名     | 所在                  | 設置施設               | 創立年 | 分館化 | 面積（m2） | 蔵書数（冊） | 備考         |
| ---------- | --------------------- | ---------------------- | ------ | ------ | ---------- | ------------ | ------------ |
| 羽場分館   | 羽場町2丁目14番地9    | 羽場公民館             | 1967   | 1968   | 58.59      | 10,688       |              |
| 丸山分館   | 今宮町4丁目5610番地2  | 丸山公民館             | 1970   | 1971   | 61.20      | 11,265       |              |
| 東野分館   | 宮の前4398番地2       | 東野公民館             | 1985   | 1985   | 78.00      | 11,351       |              |
| 座光寺分館 | 座光寺2535番地        | 座光寺公民館           | 1903   | 1956   | 53.00      | 8,722        |              |
| 松尾分館   | 松尾城4012番地1       | 松尾公民館             | 1924   | 1956   | 101.68     | 18,790       |              |
| 下久堅分館 | 下久堅知久平1082番地1 | 下久堅公民館           | 1924   | 1956   | 71.22      | 12,190       |              |
| 上久堅分館 | 上久堅3770番地1       | 上久堅公民館           | 1950   | 1964   | 42.80      | 9,683        |              |
| 千代分館   | 千代932番地5          | 千代公民館             | 1894   | 1964   | 66.24      | 14,087       | 千栄分室あり |
| 龍江分館   | 龍江4517番地          | 龍江公民館             | 1948   | 1964   | 77.49      | 10,792       |              |
| 竜丘分館   | 桐林505番地           | 竜丘公民館             | 1920   | 1956   | 136.80     | 17,943       |              |
| 川路分館   | 川路2363番地          | 川路公民館             | 1925   | 1961   | 49.56      | 11,421       |              |
| 三穂分館   | 伊豆木5451番地2       | 三穂多目的研修センター | 1896   | 1956   | 63.18      | 11,354       |              |
| 山本分館   | 山本3330番地1         | 山本公民館             | 1922   | 1956   | 90.72      | 12,455       |              |
| 伊賀良分館 | 大瀬木570番地1        | 伊賀良学習交流センター | 1940   | 1956   | 299.95     | 24,528       |              |
| 上村分館   | 上村754番地2          | かみっこ交流館         | 2005   | 2005   | 162.75     | 6,588        |              |
| 南信濃分館 | 南信濃和田1099番地2   | 南信濃学習交流センター | 2005   | 2005   | 40.00      | 8,749        |              |

### 千代分館
千代分館は、飯田市千代932番地5の千代公民館1階にある。その起源は1894年（明治27年）創立の千代文庫であり、中央図書館よりも歴史がある。開館日時は、水曜日の15時から17時まで（第1・3水曜日は10時30分から正午までも開館）、土曜日の10時から17時までである。2017年（平成29年）度の利用登録者数は174人、貸出冊数は6,469冊である（千栄分室含む）。ISILはJP-1001664。
千代文庫は1894年（明治27年）に千代小学校職員と青年会有志が協力して千代小学校内に設立した。1907年（明治40年）時点で1,214冊を所蔵する、下伊那郡では飯田文庫と並ぶ大きな図書館であった。しかし当時の文庫は村民の間で不人気な「お荷物施設」と見なされていた。その後、1913年（大正2年）1月30日に文庫の管理運営が千代青年会に委託された。千代青年会は官製団体から1919年（大正8年）に自主化を果たし、図書購入予算を従来の10倍となる126円に増やして、役員が飯田町に出かけて図書を買いに行くようになった。更に月1回読書会を開催して社会問題の学習に乗り出し、千代村は後に下伊那郡の青年運動の中心的な村となる。この頃の千代文庫は青年会員のみ利用できたが、1923年（大正12年）には処女会員も利用できるようにした。そして翌1924年（大正13年）、青年会の運動が実を結んで村立図書館に移行、公費で運営されることになり、村民全体に開放された。
村立移管当初、図書館管理委員は15人おり、うち5人が青年会員、4人が処女会員と青年層が多数派を形成していた。しかし千代村当局は1926年（大正15年/昭和元年）に突如図書館細則を変更して管理委員から青年会員を減らし、青年の購入図書選択権を奪った。飯田図書館でも同じく青年が購入図書を自由に選べなくなっており、下伊那郡の各町村の青年会では、千代・飯田を反面教師として購入図書選択権の維持を図ろうとした。1937年（昭和12年）7月9日、千代村出身で大倉工業の重役を務めていた島岡亮太郎の全額寄付（建築費は4,590円）により、独立した図書館を得て「村立千代図書館」が開館した。島岡は図書の寄贈も行い、島岡の寄贈書だけで優に図書館1館分に相当したという。この頃の館長は村長が兼任し、司書は小学校職員が務めた。
独立館を得た後、二宮報徳文庫・児童文庫・忠勇文庫を特設し、1939年（昭和14年）2月11日には優良図書館として長野県知事から表彰を受けた。1948年（昭和23年）4月1日より千代図書館は公民館の傘下に置かれ、1964年（昭和39年）3月30日に千代村が飯田市と合併したことにより、市立飯田図書館千代分館となる。1977年（昭和52年）6月19日、千代小学校体育館を建設するために図書館は取り壊され、同校の一角を仮館として移転した。1980年（昭和55年）4月には基幹集落センターに移転し、2014年（平成26年）7月20日に千代公民館が新築移転したことに伴い、同館内へ移転した。千代公民館には、千代図書館の建設費を負担し、多くの寄贈を行った島岡亮太郎の胸像が建立されている。

#### 千栄分室
千代分館は飯田市立中央図書館の分館の中で唯一の分室である千栄分室を設置している。設置場所は飯田市千栄2064番地1の毛呂窪公民館である。千栄分室の前身は1984年（昭和59年）に始まった千栄地区での土曜貸出であり、2011年（平成23年）5月の毛呂窪公民館移転と同時に分室も移転した。
開館日時は水曜日の15時から17時までと4 - 10月中の奇数週土曜日の14時から16時までであり、サービス内容は千代分館と同じである。

### 竜丘分館
竜丘分館は、飯田市桐林505の竜丘公民館1階にある。その起源は1920年（大正9年）創立の竜丘文庫であり、青年会が設立したものである。開館日時は、水曜日と日曜日の13時から17時まで、土曜日の10時から17時までである。2017年（平成29年）度の利用登録者数は516人、貸出冊数は17,180冊である。ISILはJP-1001666。
下伊那郡竜丘村は、キリスト教と仏教の影響が強いという特徴的な村であり、竜丘小学校では自由教育を郡内でいち早く取り入れていた。自由教育を受けて育った青年は宗教を基盤とする自由主義・人道主義の傾向を持ち、他の町村が社会主義運動に傾倒していく中でも独自路線を貫いていた。1920年（大正9年）9月、竜丘村の青年らは竜丘小学校内に竜丘文庫を設立し、青年会が運営に当たった。1927年（昭和2年）には竜丘処女会文庫も発足した。そして1929年（昭和4年）2月1日、竜丘文庫と竜丘処女会文庫を統合して竜丘図書館が開館した。竜丘図書館は青年会・処女会・補習学校・小学校が村と共同で経営する形を採り、実業補習学校の校長が館長を務めていた。管理の実権は青年会が握っており、45人の図書係員が業務を担当した。1935年（昭和10年）の開館日数は73日、蔵書数は2,751冊であったが、図書館経費は254円とあまり多くなかった。この頃、よく読まれた図書は大衆小説のほか、レフ・トルストイ、倉田百三、フリードリヒ・ニーチェ（『ツァラトゥストラはかく語りき』）ら自由主義・人道主義的な作家の作品であった。
1937年（昭和12年）1月26日、村立図書館に移行し、1944年（昭和19年）12月20日には県立長野図書館長の乙部泉三郎を招待して読書講習会を開催した。1948年（昭和23年）、公民館の発足によりその図書部となり、1949年（昭和24年）7月に旧・竜丘電気組合事務所を買収して図書館とした。1956年（昭和31年）9月30日、竜丘村が飯田市と合併したことにより、市立飯田図書館竜丘分館となる。1976年（昭和51年）4月1日には公民館の新築に伴い同館内に移転し、2001年（平成13年）5月5日に竜丘分館を核とする新しい竜丘公民館へ移行した。

### 川路分館
川路分館は、飯田市川路2366の川路公民館1階にある。その起源は1925年（大正14年）に設立された図書室であるとされている。開館日時は、水曜日の14時から17時まで、土曜日の10時から17時までである。2017年（平成29年）度の利用登録者数は194人、貸出冊数は7,466冊である。ISILはJP-1001667。
飯田市立中央図書館発行の『図書館概要』によれば、川路分館の前身は1925年（大正14年）に下川路尋常小学校（現・飯田市立川路小学校）内に設立された図書室である。しかし、1900年（明治33年）には既に同校の同窓会が文庫を設置しており、1907年（明治40年）発行の『信濃教育会雑誌第246号』には「東宮殿下御慶事記念文庫」という名称で長野県の図書館一覧に掲載されている。同書によれば当時の文庫の蔵書数は164冊であった。この文庫は1910年（明治43年）に村内8集落をめぐる巡回文庫を開始し、少しずつ蔵書を増やしていき、1921年（大正10年）には350冊に達した。
そして1925年（大正14年）、小学校の1室を借用して「図書館」と称した。この時は他村同様に青年会が運営する私立図書館であり、村立図書館の設置に向けた運動が展開されたがなかなか実現せず、1942年（昭和17年）3月に戦時体制強化のために村立川路図書館へ移行した。図書館には村を挙げた後援会が作られて蔵書の増加を図るとともに、主婦文庫を設立するなどしたが、1945年（昭和20年）に天竜川の氾濫で蔵書の一部を流失した。
1946年（昭和21年）2月、長野県図書館協会に加盟、1949年（昭和24年）には2,300冊の蔵書を有し、月3回開館していた。この間1948年（昭和23年）に川路村は公民館を設置し、図書館は公民館図書部となったが、運営は引き続き青年の手によって行われた。また連合国軍最高司令官総司令部（GHQ）は軍国主義的な図書の廃棄と、小学校から川路村役場への移転を指示した。1951年（昭和26年）5月の公民館報「かわじむら」は、「図書館の窓から」というコラムを掲載し、当時の図書館の様子として、一般利用は少ないものの多い日には70 - 80人の子供が来館すること、図書館が農村文化のオアシスであること、図書購入予算1万円では50冊ほどしか購入できないため協力してほしいことを紹介している。翌1952年（昭和27年）2月の公民館報は「図書館建設特集」と称し、独立した図書館の建設を訴えた。
結局、独立した図書館の建設が行われぬまま1961年（昭和36年）3月31日に川路村は飯田市と合併し、村立川路図書館は市立飯田図書館川路分館となる。ところが同年6月27日、梅雨前線に伴う集中豪雨に見舞われて天竜川が氾濫し、飯田市役所川路支所1階にあった川路分館はすべての蔵書が水没してしまった。婦人会有志が濡れた本を沢の流れで洗って干したものの、川路分館は水没図書約2,000冊をすべて廃棄する決断をした。この災害を契機に、1966年（昭和41年）4月1日、川路支所の2階の一角にささやかな分館が設置された。1982年（昭和57年）3月、川路公民館が新築され、その中に川路分館が併設された。

## 南信州図書館ネットワーク

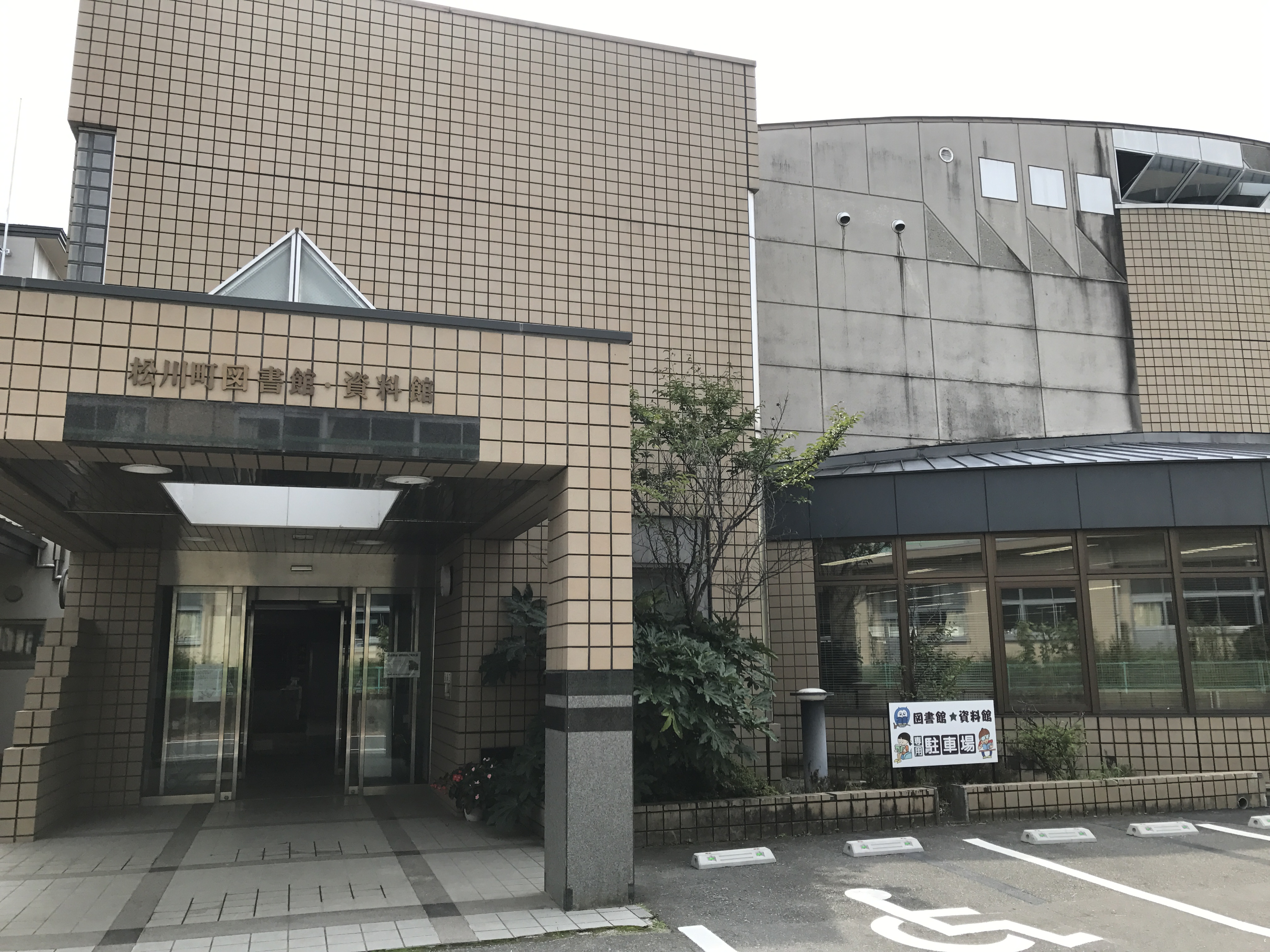
原加盟館の1つ、松川町図書館

南信州図書館ネットワーク（みなみしんしゅうとしょかんネットワーク）は、2011年（平成23年）7月1日に飯田市立図書館・松川町図書館・高森町立図書館の1市2町の図書館で結成された図書館ネットワーク。飯田下伊那地方は大阪府よりも広い面積1,929 km2の中に16.9万人が居住しており、市立1館・町立3館・村立5館と司書を配置する村立公民館図書室1室が設けられており、飯田下伊那図書館協会を結成している。
飯田下伊那地方では従来から飯田下伊那図書館協会を通して日常的な交流を行っており、図書館間相互貸借を行っていたことから、実務者レベルで広域ネットワーク化による情報共有が求められていた。そうした中、2009年（平成21年）に飯田市は定住自立圏構想に基づいて中心市宣言を行い、同年7月に下伊那郡の全町村と協定を締結したことから、飯田下伊那図書館協会でも6月17日に「飯田下伊那広域サービスプロジェクト」を立ち上げ、広域ネットワーク化が検討された。その結果、コンピュータシステムの更新時期を迎えていた飯田市立図書館・松川町図書館・高森町立図書館の3館でまずネットワークを形成することが決定し、順次参加館を増やすこととした。こうして2011年（平成23年）7月1日に約70万冊を擁する南信州図書館ネットワークが発足した。
南信州図書館ネットワークでは、中心市たる飯田市が共有サーバーと機器を一括購入し、人口比例で加盟町村から負担金を徴収した。各図書館の独自性を維持するため、貸出冊数や貸出カードのデザインは統一しなかった一方、ネットワーク加盟館全体での貸出冊数の上限を設定し、各館の貸出カードの相互利用とそのための個人情報の共有が行われることになった。ネットワーク化に伴う加盟館間での図書の運搬は、当初は各館の職員が交代で行っていたが、2012年（平成24年）度より、一括購入により削減できた費用を用いて業者委託することになった。ネットワーク化前は蔵書数の多い飯田市立図書館からの貸出率が高かったものの、ネットワーク化後は各館の複本利用の活性化により飯田市立図書館の借受率が高まった。1市2町で始まったネットワークは、2014年（平成26年）に豊丘村図書館、2017年（平成29年）に喬木村立椋鳩十記念図書館が参加し1市2町2村に拡大した。
なお、南信州図書館ネットワークには飯田市立中央図書館と地域館のみが加盟しており、分館は対象外である。